# Slayden (Tennessee)
Slayden es un pueblo ubicado en el condado de Dickson en el estado estadounidense de Tennessee. En el Censo de 2010 tenía una población de 178 habitantes y una densidad poblacional de 51,44 personas por km².

## Geografía
Slayden se encuentra ubicado en las coordenadas 36°17′44″N 87°28′15″O / 36.29556, -87.47083. Según la Oficina del Censo de los Estados Unidos, Slayden tiene una superficie total de 3.46 km², de la cual 3.46 km² corresponden a tierra firme y (0%) 0 km² es agua.

## Demografía
Según el censo de 2010, había 178 personas residiendo en Slayden. La densidad de población era de 51,44 hab./km². De los 178 habitantes, Slayden estaba compuesto por el 97.19% blancos, el 1.69% eran afroamericanos, el 0% eran amerindios, el 0% eran asiáticos, el 0% eran isleños del Pacífico, el 0% eran de otras razas y el 1.12% pertenecían a dos o más razas. Del total de la población el 2.25% eran hispanos o latinos de cualquier raza.